# Pegunungan Pusatgayo
Pegunungan Pusatgayo är en bergskedja i Indonesien.   Den ligger i provinsen Aceh, i den västra delen av landet, 1 600 km nordväst om huvudstaden Jakarta.